# Шак'я Рінчен
Шак'я Рінчен (тиб. ཤ་ཀྱ་རིན་ཆེན; 1354–після 1373) — 3-й десі (регент-володар) Тибету в 1373 році.

## Життєпис
Належав до династії Пагмодрупа. Молодший син Сонама Сангпо. Його подальшій кар'єрі сприяло посилення влади його стрийка Чанчуби Г'ялцена в Центральному Тибеті. Після захоплення останнім у 1357 році влади увійшов до вищої знаті. Деякий час розглядався в якості спадкоємця Чанчуба Г'ялцена.
1373 року після смерті старшого брата Джам'яна Шак'я Г'ялцена успадкував посаду десі. Панування його було коротким, оскільки він втратив розум після того, як загорівся маєток, у якому він жив. Тому влада перейшло до його небожа Дракпи Чанчуби.